# Bobby Martin
Robert Marvin Martin, més conegut com a Bobby Martin, (Atlantic City, Nova Jersey, 18 d'agost de 1969) és un exjugador de bàsquet nord-americà. Amb 2,05 metres d'alçada, jugava en la posició de pivot.

## Carrera esportiva
Va debutar professionalment a la CBA amb els Quad City Thunder, amb els quals es va proclamar campió el 1994. Aquell any va fitxar el CB Múrcia de la lliga ACB, on hi jugaria dues temporades. Després d'un any al Taugrés Vitoria, tallat per les lesions, se'n va anar a jugar a la lliga turca primer, i a la CBA després, per acabar en el mes d'abril en el Reial Madrid. L'any 2000 va tornar a la CBA, però abans d'acabar la temporada tornava a Espanya fitxat pel Canarias Telecom. Els anys següents va jugar al Leche Río Breogán (2001-02), Cáceres CB (2002-03), Joventut de Badalona (2003-04) i Unicaja Màlaga (2004-05).